# Marketingowiec
Marketingowiec (ang. marketer/marketeer) – specjalista zajmujący się zawodowo lub naukowo marketingiem.
Marketingowiec zajmuje się badaniami marketingowymi, zarządzaniem marką, reklamą, public relations i publicity oraz nadzoruje firmy dostarczające produkty i usługi marketingowe (ang. marketing services). Zawód ten coraz częściej wymaga także podstaw wiedzy prawnej o świadczonych usługach.
W odniesieniu do marketingowca działającego w środowisku Internetu używa się określenia webmarketer lub eMarketer.
Sformułowania marketingowiec używa się również w odniesieniu do osób zajmujących w przedsiębiorstwie stanowiska związane bezpośrednio z zarządzaniem i marketingiem.